# Den otroliga vandringen 2 – På rymmen i San Francisco
Den otroliga vandringen 2 – På rymmen i San Francisco är en amerikansk långfilm från Walt Disney Pictures. Filmen kom 1996 och var en uppföljare till Den otroliga vandringen. En tredje film var planerad, men av okända skäl förverkligades den aldrig.

## Handling
Hela familjen ska än en gång försöka sig på en familjesemester till Kanada. Denna gång följer dock djuren med för säkerhets skull. De åker över Golden Gate-bron mot San Francisco. Men på flygplatsen i San Francisco missförstår djuren det hela när de tas iväg i burar mot planet medan familjen vinkar av dem och berättar att de syns i Kanada. Chance får panik och tar sig ur buren medan Shadow och Sassy blir tvungna att följa efter. De rusar ut från flygplatsen medan planet med familjen flyger iväg, de är vilse och måste ta sig hem igen.

## Rollista
| Karaktär | Originalskådespelare | Svensk Dubbning 1996 |
| -------- | -------------------- | -------------------- |
| Shadow   | Ralph Waite          | Stig Grybe           |
| Chance   | Michael J. Fox       | Martin Timell        |
| Sassy    | Sally Field          | Towa Carson          |
| Laura    | Kim Greist           | Myrra Malmberg       |
| Bob      | Robert Hays          | Ulf Peder Johansson  |
| Peter    | Benj Thall           | Nick Atkinson        |
| Hope     | Veronica Lauren      | Mariam Wallentin     |
| Jamie    | Kevin Chevalia       | Gabriel Hagenfors    |
| Riley    |                      | Ulf Källvik          |
| Delilah  | Carla Gugino         | Jasmine Wigartz      |
| Jack     | Michael Rispoli      | Johan Hedenberg      |
| Ralph    | Max Perlich          | Anders Öjebo         |
| Ashcan   | Jon Polito           | Johan Hedenberg      |
| Pete     | Adam Goldberg        | Roger Storm          |
| Bando    | Stephen Tobolowsky   | Bertil Engh          |
| Sledge   | Tisha Campbell       | Nick Atkinson        |
| Spike    | Ross Malinger        |                      |
| Stokey   | Michael Bell         | Anders Öjebo         |